# Paracleodoxus
Paracleodoxus is een kevergeslacht uit de familie van de boktorren (Cerambycidae). De wetenschappelijke naam van het geslacht werd voor het eerst geldig gepubliceerd in 2010 door Monné M. A. & Monné M. L..

## Soorten
Paracleodoxus omvat de volgende soorten:
- Paracleodoxus cineraceus Monné M. A. & Monné M. L., 2010
- Paracleodoxus simillimus Monné M. A. & Monné M. L., 2010